# Konrad von Mandern
Konrad von Mandern, latinizzato in Conradus Manderen (1230 circa – 5 maggio 1295), fu Gran Maestro dell’Ordine di Livonia dal 1263 al 1266.

## Biografia
Von Mandern proveniva dalla contea di Waldeck, probabilmente Fritzlar. La sua famiglia aveva ricoperto il ruolo di  ministeriali nella contea della Turingia.
Prima che Von Mandern diventasse il Maestro dell'Ordine Livoniano, non si sa nulla della sua vita. Durante i tre anni di nomina a Gran Maestro, Mandern organizzò la costruzione di 3 nuovi castelli presso Paide e Pärnu in Estonia e presso Jelgava in Semigallia nel 1265 (Lettonia). Al di là di questo, il suo “mandato” si concluse negativamente: fu costretto a rinunciare al ruolo di Gran Maestro dell’Ordine dopo aver perso svariate battaglie contro i semigalli.
Tuttavia, Mandern rimase in una posizione gerarchicamente di spessore all’interno dell’Ordine teutonico. Nel 1268, fu rispedito in Livonia in missione. 17 anni dopo divenne feudatario (Landkomtur) di Marburgo, area indicata dagli scritti del tempo come partes inferiores, in virtù della posizione geografica più meridionale rispetto allo Stato monastico dei cavalieri teutonici.
Nel 1295 ridivenne feudatario di Marburgo dopo averne rinunciato per breve tempo: morì il 5 maggio dello stesso anno.